# 野鼬機種

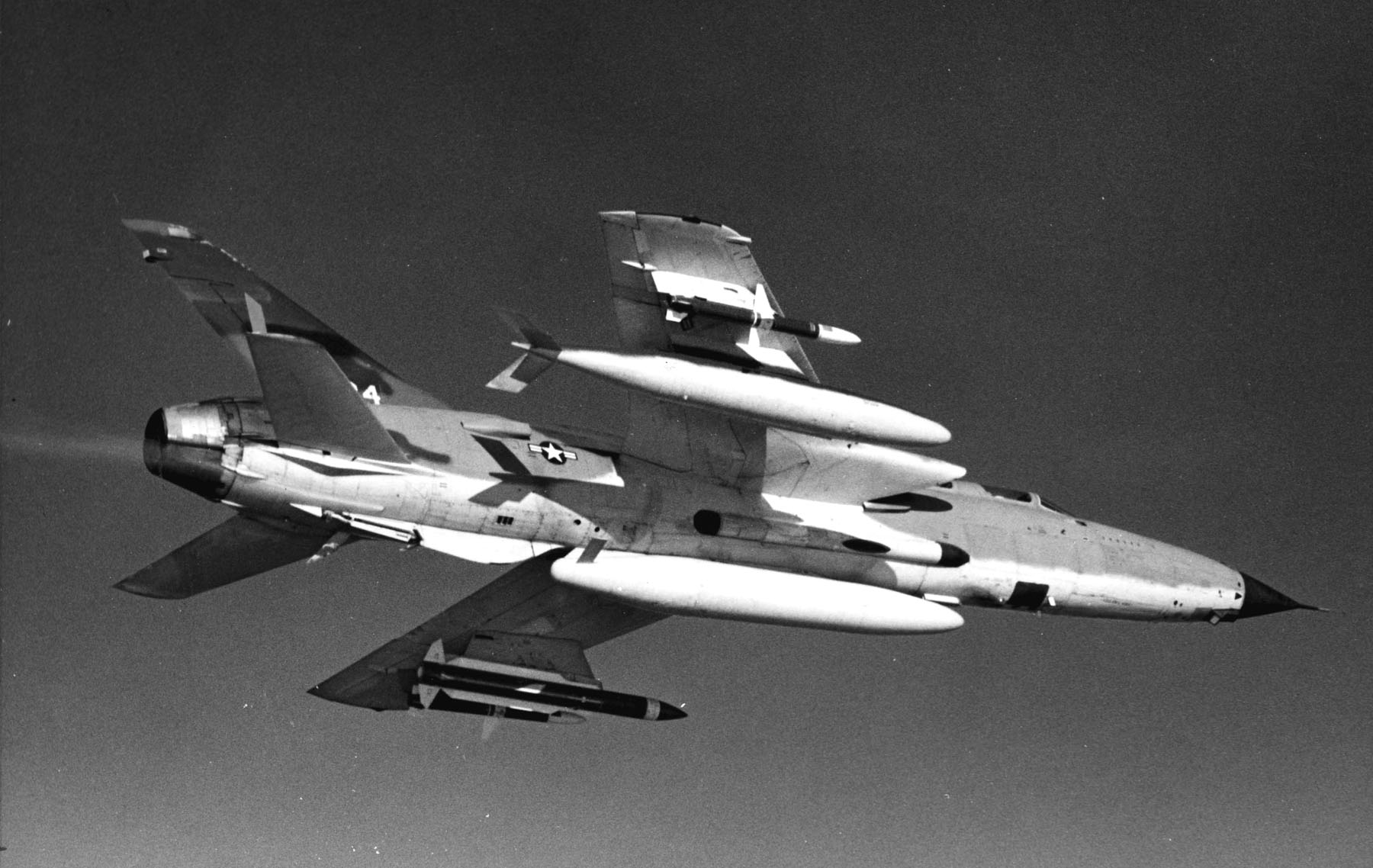
一架擔任防空壓制任務的F-105G戰鬥機，翼下攜帶一枚AGM-45百舌鳥飛彈和AGM-78標準反輻射飛彈

野鼬是美國軍方，特別是美國空軍所使用，進行對敵防空壓制任務（SEAD）的機種的稱呼。野鼬機的任務就是以敵方的雷達為目標、追蹤雷達波來源讓野鼬機或其他機組能標定與摧毀目標。這種對雷達與防空系統加以摧毀的任務也被稱為「鐵手」（Iron Hand）。在戰術上，鐵手任務為後續的主力打擊機隊提供了開路的壓制攻擊。
野鼬機起源於越戰中北越防空飛彈系統的威脅所產生的專用機種系統，越戰結束之後美國空軍持續改進與換裝，直到冷戰結束後才改以F-16戰鬥機接替相關任務。

## 緣起
當美國空軍在越南開始執行任務時，戰術空軍佈署的飛機都沒有配備電子作戰裝備，原因在於戰略空軍吸走大量的資源，以及戰術空軍本身對於這些系統的實際能力有所懷疑。即便在飛機上使用干擾夾艙不會影響到飛機的航程與性能，空軍高層並未接受這些建議。
1965年7月23日，擔任電子偵察的EB-66C飛機首度確定偵測到北越佈署的SA-2飛彈系統所使用的扇歌（Fan Song）雷達的訊號。第二天，SA-2在河內西北約88公里處，首度擊落美國空軍的飛機。當時是第15戰術戰鬥機聯隊的F-4C為執行攻擊任務的F-105戰鬥機護航，突然發射的多枚飛彈擊落一架F-4C，並且擊傷其他機組中的飛機。兩天後，美國空軍派出46架F-105，12架F-4C以及8架F-104對河內西方的兩處防空飛彈陣地與軍營進行攻擊。儘管利用極低的飛行高度來避開飛彈的攻擊，地面防空砲火卻擊落4架，擊傷一架F-105。這架受傷的F-105勉強撐到泰國空域，因為液壓喪失而與伴飛的另一架F-105相撞。4架被擊落的F-105當中，僅有一名飛行員獲救。更糟糕的是，這一次攻擊的目標當中，其中一處的飛彈還是假的，用來吸引美軍飛機的攻擊。
從7月到11月，美國海空軍在攻擊北越的8處飛彈陣地下，共計損失3架F-105，2架F-8，2架F-4以及一架A-4，代價不可謂不大。到了1965年年底的統計數字，北越平均耗費13枚飛彈擊落一架美國軍機，而且已經有60處陣地遍布各處。至此，美國空軍決定要尋找更有效的手段來壓制這些防空飛彈系統。
時任美國空軍參謀長的John P. McConnell將軍要求作業需求與發展（Operational Requirements and Development）指揮官Kenneth C. Demposter將軍立即召開研討會，找出可行的方案。討論的範圍包括加速提供電子干擾夾艙給派駐在戰區的飛機，改變飛機編隊的型態，以利充分使用干擾夾艙的保護。1966年春季開始，空軍在所有作戰飛機上加裝AN/APR-25雷達歸向與警告系統（Radar Homing and Warning System）與WR-300/AN/APR-26飛彈發射警告系統（Launch Warning System）。除了被動的保護系統之外，最後一項方案則是研發一款主動獵殺敵方防空系統的飛機，這個計畫名稱就是野鼬。選擇這個動物作為計畫名稱的原因是野鼬並不懼怕面對其他體型較大的動物，這也象徵著即將研發的飛機將會獵殺敵人各式雷達與飛彈系統，或者標示出目標的精確位置，讓伴隨的攻擊機組得以摧毀他們。
第一位聽到這個計畫簡報的指揮官的反應是：你他媽的在唬我吧！（You gotta to be shitting me!）。這句話的縮寫YGTBSM也隨之成為野鼬機組部隊的暱稱和代表。

## 裝備

### 野鼬 I（Wild Weasel I）
第一代的野鼬機選擇了北美飛機公司生產的F-100F雙座戰鬥機。挑選這一型飛機的原因是已經有4架F-100F安裝了各式電子偵測與警告系統進行飛行測試，雙座機有足夠的空間容納第二名成員操作複雜的電子系統與目標判斷。於是7架來自駐防新墨西哥州的第27戰術戰鬥機聯隊，飛行時數較低的批次20 F-100F雀屏中選。這7架飛機透過第1778號修改技令，加裝Vector IV（稍後改編號為AN/APR-25）雷達歸向與警告系統，IR-133全週域接收器和WR-300飛彈發射警告系統。
Vector IV系統是針對在S和C波段操作的SA-2相關雷達系統，S波段的地面戰管與早期預警雷達，與X波段的空中攔截雷達。IR-133會監視S波段中出現的飛彈，防空火炮或是地面戰管雷達訊號。WR-300則是針對SA-2飛彈發射前，L波段的導引雷達的訊號是否增強，來警告飛行員和電子作戰官。
- - 1965年12月20日，損失了第一架野鼬，約翰．皮奇福德上尉和羅伯特．特里爾上尉的飛機在河內東北約30英里處被擊落。皮奇福德著陸被俘時遭受槍傷，並被當作戰俘關押了7年多。特里爾則被越共擊斃，北越表示他進行了抵抗。野鼬 I 最終於在22日的滾雷行動中，取得了第一個戰果，一個電子作戰官表示，雷達接觸導致了一個聖誕樹般的巨大脈衝，他們用火箭彈與機砲攻擊了陣地，直到濃煙升起。這架野鼬安全返回，而且對於任務非常滿意。
  - 1966年4月18日，經過改進的 F-100F  在攻擊北越雷達站時，第一次使用了百舌鳥反輻射飛彈。
  - 1967年8月11日，小詹姆斯·E·麥金納尼（James E. McInerney Jr）中校和佛瑞德·夏農（Fred Shannon）上尉駕駛 F-100F 在一次「鐵手」任務中摧毀了 6 個SAM發射陣地、並破壞了另外 4 個，為攻擊河內的保羅杜梅（Paul Doumer）大橋掃清了道路。
  - F-100F 野鼬 I 最後被證實共獲得了 9 個SAM雷達戰績，另外還有一些未經證實的戰果。由於野鼬的活動，敵方雷達經常被迫關機，兩架 F-100F 野鼬  I  戰機在行動中損失。野鼬經過驗證成功，F-100F 野鼬 I 最後被 F-105F 野鼬 III 和 F-4 野鼬 IV 所取代。

### 野鼬 IA（Wild Weasel IA）
美國空軍對於F-100擔任獵殺任務上的性能限制，在飛機尚未開始作戰前就已經察覺到，也同時著手後續機種的改良計畫。第一種後續改良計畫是以單座的F-105D加裝電子偵測設備來執行任務。編號61-0138的F-105D安裝Maxson公司的雷達與歸向警告器，搭配班迪克斯公司的DPN-61系統，可將偵測到的訊號資料顯示在F-105D的前置量計算瞄準器上。編號62-4291的飛機則是測試ATI公司的AN/APR-25警告接收器。這兩架飛機都沒有安裝飛彈發射警告器。
透過飛行測試後發現，單座野鼬機的座艙工作量太高，飛行員無法同時分析資料與兼顧飛行。因此這個計畫就被終止。

### 野鼬 II （Wild Weasel II）
野鼬 II計畫是以雙座F-105F進行改裝，利用編號62-4421號飛機，班迪克斯公司的APS-107雷達追蹤系統，以及海軍的AN/ALQ-51電子防衛系統，於1965年8月開始飛行測試。美國空軍同時也考慮使用F-4C作為野鼬II計畫的機體來源，只是在評估後決定以F-105F執行改裝計畫。有趣的是，F-4在野鼬IV計畫中成為F-105F的後繼機種。
試飛進行到9月之際，儘管尚未測試完成，美國空軍決定終止發展計畫，野鼬II的發展就此畫上休止符。

### 野鼬 III（Wild Weasel  III）
野鼬 III是集合前三個計畫的系統和使用經驗下的成功機種，也是讓美國空軍首次擁有較為成熟的防空系統壓制能力。Dempster將軍指示野鼬 III計畫於1966年1月8日開始，8天之後，所有電子系統就安裝在一架雙座F-105F機身中展開試飛，這種高效率是前無古人，後無來者的少見例子。
野鼬III使用雙座F-105F的機體，電子偵測與警告系統包含野鼬 I使用的系統：
- AN/APR-25（V）雷達與歸向警告器，在機鼻下與垂直安定面後緣安裝有天線，涵蓋水平面360度的方向。
- IR-133C全周域訊號接收機有4具天線，分別位於機鼻兩側與前機身兩側。
- AN/APR-26飛彈發射警告器（改變編號的WR-300）的天線位於機腹下方。
- 駕駛艙內有一台雙頻道的作戰錄音機，可以錄下任務過程後座電子作戰官的對話，協助任務結束後的分析。

新系統則有：
- QRC-317感測，運用與飛彈迴避系統（Sense, Exploit and Evade SAMs, SEE-SAMSs），這套系統與APR-25害APR-26共享接收天線，它的作用是根據SA-2發射前的導引訊號強度與角度，來判斷會受到攻擊的是自己還是僚機，以提醒飛行員採取迴避動作。
- 美國電子試驗室的AE-100系統是與IR-133系統一起工作，特別針對來自前方的訊號，當偵測到防空系統發射出的訊號後，AE-100得以將精確度較高的方位資料直接投影的飛行員的前置量計算瞄準器上，飛行員可以根據閃爍的綠點來調整飛行路徑與對目標攻擊。
- ER-142系統在1966年9月的第二批改裝中被引入野鼬 III計畫。ER-142工作的方式類似IR-133C，並且可以同時監視C頻道的訊號。電子作戰官的儀表板上增加依據C頻道專用的顯示器，和原有的S頻道顯示器分開使用。此外，這套系統還可以提供目標資料給AGM-78標準飛彈。

在武器方面，除了各類炸彈與火箭之外，還可以發射AGM-45百舌鳥飛彈。
野鼬III於1966年初展開試飛驗證之後，美國空軍開始從現有的雙座機當中選出12架適合的機體加以改裝。由於F-105F在1964年生產143架之後已經停產，為了保持一定的戰力與補充損失，美國空軍指示下屬單位繼續改裝的工作，這些工作包括1966年8月18架，當年11月增加36架，最後在1967年改裝19架後結束，總計改裝了86架F-105F執行野鼬機的獵殺任務。
第一批5架野鼬 III於1966年5月28日抵達泰國 Korat基地，隸屬於第13戰鬥機中隊。6月時又有6架抵達泰國Takhli基地，隸屬於第354戰鬥機中隊。這些飛機與派駐在各基地的單座F-105D共同擔任對北越防空系統獵殺任務。通常是兩架F-105F搭配兩架F-105D的小隊，攻擊時則分開以兩架相互支援。6月7號隸屬於第13戰鬥機中隊的F-105F首開紀錄，摧毀一處北越的早期預警雷達站。
這兩批派駐在泰國的野鼬機損傷率相當高，到了8月中旬，第一批5架只剩一架可以飛行，第二批僅有兩架過度損毀，無法修復。這段期間，飛行員與電子作戰官的消耗也同樣劇烈，Takhli基地的野鼬機不單單無法修復，4人陣亡，2人成為北越戰俘，2人在任務中受傷，1名退出，1名因為飛行時會暈機而請調到B-66部隊，兩人完成80次任務後回國，另有4名完成100次任務。由此可以看得出來，這種壓制防空系統任務的危險性很強。
隨著北越防空系統與戰術的威脅，新的電子和武器系統在美國海軍與空軍的要求下陸續研發與使用。美國海軍在1966年下半年簽約由奇異公司開發取代百舌鳥的新型反輻射飛彈，這款新飛彈就是AGM-78標準反輻射飛彈。美國空軍於1967年初下令所有在北越空域活動的飛機都需要攜帶干擾莢艙，對野鼬機來說，外掛的干擾系統或減少武器或者是燃料的攜帶，這多少會降低任務執行效率或者是滯空時間。為了應付新的威脅和使用新系統，諸多改良或者是新系統被陸續安裝到不同時間改裝的F-105F機身中。為了統一所有電子作戰系統，減輕後勤和維護的壓力，1969年10月3日，時任美國空軍參謀總長John D. Ryan將軍下達指令，將所有野鼬 III的F-105F的飛機型號改為F-105G，以便與未改裝的機型有所區別。此外，日後所有的野鼬機都將會使用G的型號代碼。
所有的F-105G也是改裝自現有的F-105F機體，APR-25和APR-26被APR-36與APR-37所取代，AE-100由改良的版的AN/ALR-31取代，ER-142則改為AN/APR-35，新系統除了保有全周域訊號監視能力以外，還增加分析訊號方向與距離的能力，監視的頻率範圍延伸到X波段，而且能夠控制標準反輻射飛彈。為了符合空軍對攜帶干擾系統的要求，F-105G在機身中段加裝一套QRC-380/ALQ-105噪音與欺騙干擾系統，機鼻加裝一套QRC-373/ALT-34噪音干擾系統。ALQ-105是將較早的ALQ-101修改內部次系統與組件的安裝型態，並且取消原本用來干擾SA-2飛彈彈頭引信的干擾次系統。內置干擾系統使得F-105G可以將所有的掛架用於攜帶武器或者是燃料上。
美國空軍一共改裝61架F-105G。然而，野鼬機組的損失並沒有因為系統更新或者是成員的經驗而降低，再加上F-105的生產線已經逐漸結束，F-105的機內空間，冷卻與電力供應都趨近飽和，為了維持數量與戰力，美國空軍勢必要尋求新的機體來取代。
- - 一個最著名的野鼬概念軍事行動，五架 F-105G，呼叫代號「火鳥 01-05」，在1970年11月21日山西市戰俘救援任務（Son Tay P.O.W. Rescue Mission）中，主導了拂曉攻擊。機群中一架被 SA-2 面對空飛彈擊落，飛行員彈射成功並被參與突襲任務的 HH-52「超級裘力」直昇機援救。在野鼬的保護下，沒有一架戰機被敵人行動所擊落。

### 野鼬 IV（Wild Weasel IV）
美國空軍需要補充F-105F和F-105G在北越作戰的損失，以及持續提升防空系統壓制作戰能力，在野鼬 III計劃進行的同時也開始考慮取代的機種。F-105F的生產線早已經結束，F-105也逐漸被F-4所取代，使用F-4的機體作為下一代的野鼬機來源也成為不二人選。F-4除了是正在生產的新機種以外，他的原始設計就是雙座，無須為了野鼬任務而另覓雙座機體，F-4除了可以攜帶大量的對地攻擊武器，同時保有對空作戰的性能，這是F-105系列完全無法比擬的。自野鼬 IV計畫開始都是使用F-4的機體。
儘管當野鼬 IV計畫開始之際，F-4E是正在生產的機型，美國空軍決定把已經稍嫌落伍的F-4C拿來改裝。F-4C使用的電子系統與F-105F相同:APR-25， APR-26，另外加上一個裝在右側後方麻雀飛彈發射井內的野鼬夾艙。這個夾艙包含IR-133，攻擊照相機，任務錄影機以及空調冷卻系統。這個構想在驗證的過程中發現，夾艙的線路和位置與發動機太接近，很難避免因為震動帶來的問題。由於這個技術問題沒有有效的決方案，戰術空軍司令部終於同意放棄夾艙的構想。新的改裝計畫是將IR-133和天線安裝在機身上，ER-142，照相機，與錄影機等系統則以半固定的方式安裝到麻雀飛彈的右前方發射井內。這項改變雖然避開發動機的震動，但還是有一些其他的線路問題，使得F-4C野鼬機計畫比原定時程拖延18個月才得以完成。
雖然F-4C可以攜帶比F-105G更多的彈藥，可是沿用F-105F大部分的電子偵測系統的結果是這些F-4C僅能發射百舌鳥反輻射飛彈。
美國空軍一共改裝36架F-4C為野鼬 IV機，最初遞交的飛機是由奈里斯基地的訓練單位所接收。由於F-4C野鼬機使用的電子系統與F-105F相同，但是落後F-105G一代，因此許多電子作戰官覺得在作戰效率上，F-4C野鼬 IV並不如F-105G。大多數的野鼬 IV是派駐在日本基地，少數與F-105G參加了后卫II行动。
- - 1969年3月，EF-4C 首次海外部署，裝備駐日美軍橫田空軍基地347戰術戰鬥機聯隊第80戰術戰鬥機中隊。1971年3月，又調派至琉球嘉手納空軍基地18戰術戰鬥機聯隊第67戰術戰鬥機中隊。1972年，67中隊換防泰國呵嘮空軍基地，並參加越戰中著名的後衛行動。
  - 1969年12月，駐德國漢堡美軍第50戰術戰鬥機聯隊第81戰術戰鬥機中隊開始接收 F-4C。這批飛機於1972年又調派到86戰術戰鬥機聯隊。

### 野鼬 V（Wild Weasel V）
美國空軍基於越戰的經驗，在退出作戰之後並沒有縮減或者是取消野鼬機的編制與訓練。各項裝備與武器系統持續進行改良，以應付防空系統更先進與複雜的對手和環境，尤其是在中歐可能與華沙公約組織的大規模武裝衝突。然而，長時期在戰區執行任務帶來的消耗與損失，使得F-105G與F-4G在越戰結束前後僅剩下80架急需替換的機體與設備。
1959年以色列開始接收F-4E戰鬥機，次年，埃及開始使用俄製SA-6飛彈系統，與已經服役的SA-2和SA-3飛彈一起防禦埃及的領空。SA-6飛彈系統與美國在越南遭遇的系統大不相同，所有雷達，指揮與發射系統都安裝在PT-76裝甲車上，機動力遠比SA-2要高出很多。導引方式也改用半主動雷達導引，使用波段也與SA-2不同，對於以色列與美軍的飛機威脅大增。1973年10月發生的贖罪日戰爭初期，以色列空軍的戰鬥機在欠缺有效的干擾系統保護下，損失相當慘重。這些俄製防空系統的表現，也讓美國空軍警覺到蘇聯在防空系統方面的進展，以及新的野鼬機的需求勢在必行。
另外，促使新一代野鼬機誕生的因素還包含新款標準反輻射飛彈和AN/APR-38雷達攻擊與預警系統（Radar Attack and Warning System, RAWS）開始服役。美國空軍在1967年開始計畫讓F-4C野鼬 IV可以使用標準反輻射飛彈，這種飛彈無論是在訊號追蹤和使用彈性上，都比百舌鳥要好許多。1973年時，標準反輻射飛彈已經改良到AGM-78D-2型，新的飛彈可靠性較高，破壞威力也較大。APR-38根據越戰後期野鼬機的使用經驗研發而來。在越戰後期，無論是F-105G或是F-4C，在面對北越愈趨複雜的雷達與防空系統網上，有愈來難以標定和壓制的現象。這兩款飛機上的偵測系統雖然能夠提供精確的方位資料，可是沒有辦法顯示訊號發射源的距離，需要後座電子作戰官以人工的方式計算。無論是在工作量與反應效率上，都很難適合繼續使用在快速變化的戰場環境下。APR-38針對這些缺點來改進，特別是能夠顯示發射源與飛機之間的距離，並且將目標資料直接傳送給標準飛彈來攻擊。
APR-38採用陣列干涉儀，透過機身周遭52具大小不同的天線，將獲得的訊號以超外差的方式予以計算，這套系統在水平面上可以有2度的角精確度，在50海里的距離上僅有2海里的誤差，而且距離愈近，誤差愈小。此外，APR-38提供的目標資料還得以讓飛行員在無目視下，使用無導引炸彈轟炸目標。1974年5月，美國空軍以兩架F-4D擔任APR-38的飛行測試和驗證的工作。新的野鼬機逐漸成形，剩下來的就是要用甚麼機體來改裝。只
這個計畫最初稱為先進野鼬（Advanced Wild Weasel），準備改裝90架F-4D的機體來安裝需要的電子設備與線路。雖然F-4D尚稱理想，計劃小組的成員還是有不少顧慮，其中又以機體的壽命和空間最為嚴重。
美國空軍當時還在生產的是F-4E，如果要採用F-4D的機體，勢必得要從現有的機體當中挑選並且修正他們的問題。有些機體曾經使用在越南戰區，壽命上自然不如正在生產的新機型。野鼬機的改裝牽涉到許多額外的電子設備，F-4D的機內空間有限，計劃小組發現較為適當的空間是在兩具發動機中間，這些空間對地勤的維修是個很大的挑戰，同時還得要承受發動機的高溫與震動，這樣一來，需要的冷卻氣流會更多，麻煩也更大。
在衡量諸多的選擇之後，先進野鼬計畫決定使用116架F-4E的機體改良，飛機編號改為F-4G，又稱為野鼬 V型。只不過，F-4E也有它自己的問題。由於APR-38要能夠接收來自各方的訊號，需要安裝在接近機鼻的位置，可是F-4E的機鼻除了雷達之外，還有一門20毫米機炮。其他考慮安裝的位置還有機翼兩端或者是機身下方，前者產生的振動過大，會影響計算的精確度，後者則受到機身的遮蔽，只能收到來自機身下方的訊號。
去除安裝在機鼻上方會影響到飛行員前方視野的考量，還有三種方案可以考慮：安裝在鼻錐內，安裝在機炮下方，或者是在機炮的空間內。第一項方案需要移除F-4E的雷達，嚴重影響F-4G執行全天候任務的能力而被否決。第二項方案會使APR-38直接受到機炮發射時高達100G的震盪，基於系統操作和訊號的精確需要，這個方案也不可行。所以最終的決定是將機砲移除，餘下的空間用來安裝APR-38的設備和天線。
APR-38是一款非常複雜與先進的電子作戰系統，研發的過程遭遇不少困難，特別是在1974年初之際，整套系統的電力供應部分無法正常工作，負責控制與計算的電腦的記憶體使用不良，研發時程不斷落後，成本預算也節節上升。通常這種狀況往往會導致計畫停擺與中止，然而，美國空軍高層認為這套系統和先進野鼬計畫對未來作戰有極大的重要性，即使遭遇困難也要想辦法解決。透過重組研發計畫與新的預算下，APR-38得以繼續進行，最終得以生產與服役。
第一架F-4G於1975年12月初首度試飛，稍後另有兩架加入試飛與驗證的過程。任務初始測試和驗證到1975年1月1日完成，確認APR-38可以進服役，F-4G正式誕生並且進入量產。第一架量產型於1978年4月遞交給第35戰術戰鬥機中隊。
- - F-4G 共有四支空中作戰聯隊。兩支駐紮於加州Victorville 市的喬治空軍基地（George AFB），是快速反應部隊的一部份，包括35戰術戰鬥機聯隊39戰術戰鬥機訓練中隊、第8戰術戰鬥機聯隊（後轉為第37戰術戰鬥機聯隊），1989年，37戰術戰鬥機聯隊移防內華達州換裝 F-117，原操作的  F-4G 則由 35 戰術戰鬥機聯隊接收。海外一支則在1979年部屬於美國駐歐空軍麾下的德國斯潘達勒姆空軍基地（英语：Spangdahlem Air Base）（Spangdahlem AB）第52戰術戰鬥機聯隊，同年，另一支野鼬 V 在太平洋空軍部隊所屬的菲律賓克拉克空軍基地部署。
  - 來自喬治空軍基地、與駐德美軍的F-4G參加了1991年的海灣戰爭，並成功地透過防空壓製為打擊機群提供保護。在這場衝突中，F-4G 展現了巨大的價值，自身僅有一架損失：一架來自斯潘達勒姆空軍基地的 F-4G，在結束任務返航途中，墜毀於沙烏地阿拉伯。關於這架墜毀戰機的調查報告指出，該機受到防空武器擊傷燃料箱，並在沙暴中數次企圖進行降落失敗。飛行員與EWO在機身燃料耗盡、引擎熄火後彈射成功、安全生還。該機墜落於跑道前方，但事後發現空機機身以機腹著陸，機體並未毀損。
  - 海灣戰爭結束後，喬治空軍基地被指派給波夕的空軍國民警衛隊 124 戰術戰鬥機聯隊，ID，190 戰術戰鬥機中隊。德國斯潘達勒姆空軍基地（英语：Spangdahlem Air Base）與菲律賓克拉克空軍基地則指派給拉斯維加斯Neils基地的NV、57 戰鬥機武器聯隊（AF）、561 戰鬥機中隊。機體繼續服役至 1996年，各中隊均頻繁地部署至沙烏地阿拉伯與土耳其，以支援伊拉克禁航區執行「提供宣慰」（Operation Provide Comfort）、「南方瞭望」（Operation Southern Watch）、以及「警戒勇士」（Operation Vigiliant Warrior）等行動。在這段期間，F-4G 構型是最後在美軍服役的幽靈戰機。許多機體後來都改裝為QF-4G無人靶機與協助飛機戰鬥戰傷修理訓練。

## 目前狀況
- 當戰機設計理論轉變成強調多用途的飛行器時，意味著 F-4G 將成為最後一架專為 SEAD 任務發展的戰機。野鼬任務現在往往指派給 F-16 戰隼式戰機執行，通常使用 1991年開始量產的 F-16 Block 50D 與 Block 52D 雙座構型。單座 Block 50/52 F-16C 也常因它們龐大的數量而被指派野鼬任務，雖然 F-16C 缺少武器管制官的配置，但它們往往一次部署二至四架編隊，彌補了這類缺失影響。此外还有雖然通常被指派於戰略深入打擊任務的 F-15E 打擊鷹，當 A-10 雷霆二式「疣豬」因忙著在 CAS 任務中獵殺機動式防空飛彈發射台與防空部隊而無暇他顧——这是很常见的情况——時，F-15E 也能實現 SEAD 打擊。

- F-35 閃電二式（Lightning II）正打算於 2011 年起，逐步開始取代這些航空器在各種空對地任務中的價值，包括 SEAD 任務。它的匿蹤能力保證了增強反防空雷達的能力，但能保持低雷達反射訊號。然而它的武裝有效酬載量严重受限於內載武器彈艙。它能降低每個目標區飛彈攻擊的所需架次。

## 任務策略
- 硬殺武裝
  - 第一批 F-100F 的標準武器是：航空鐵炸彈與集束炸彈。稍晚由 AIM-7「麻雀III」發展而來的 AGM-45「百舌鳥」（Shrike）反輻射飛彈投入服役後，野鼬才算是真正有了利齒。但是 AGM-45 使用的射程、頻段、設定彈性都不足，因此通用動力公司以RIM-66A標準防空飛彈為基礎的 AGM-78「標準反輻射飛彈」便迅速進入服役。AGM-78 各項表現都在 AGM-45 之上，但它龐大的彈體讓戰機攜掛產生不小限制。第三代則以 AGM-45 改良而來的 AGM-88 高速反輻射飛彈（High Speed Anti-Radiation Missile，HARM）為主。
- F-105雷長野鼬
  - 1966年在北越上空，野鼬通常四機編隊出擊、由單座 F-105F 或雙座 F-105G（後座為電子作戰官（Electronic Warfare Officer，EWO），負責協助電子訊號接收與分析）引導三架 F-105D。有時則是兩架「F」，各自搭配「D」護航，獨力進行任務。野鼬任務通常比打擊戰鬥更加優先，「野鼬」飛機照例比襲擊部隊提前約5分鐘進入目標區，這個提前量剛好足以迫使地對空飛彈系統不得不開機和預熱。當儀器顯示出一個地對空飛彈發射場的雷達已經開機時，「野鼬」就實施攻擊消滅目標區中的 SA-2「方針」面對空飛彈陣地的雷達「扇歌」，然後最晚離開目標區，有時任務會因此達 3.5 個小時，且尚未開始返回皇家泰國空軍基地。這是為了接近險惡的防空陣地、並摧毀陣地中的飛彈導引雷達、或俯衝轟炸可目視的目標。這樣的策略常在米格機或防砲部隊的威脅下失敗。
  - F-105F 通常不使用雷達干擾器，因為它的目的是提供一個誘餌目標，保護攻擊航次，並誘使地對空飛彈發射以產生足夠明亮的煙霧，使攻擊機群有可能看到飛彈陣地並立即實施俯衝攻擊。面對多方向來襲的防空飛彈，在可視範圍內突然俯衝或激烈運動，可以導致飛彈失效。沒有看到以接近三倍戰機巡航速度接近的防空飛彈，往往會導致飛機被摧毀和整個任務失敗。
- 越戰期間發展出了「獵人、殺手」團隊，通常由 F-4G 野鼬與一或更多的常規 F-4E 幽靈機組成隊伍。野鼬將摧毀雷達發射架、清除前方道路好讓 F-4E使用集束炸彈攻擊殘餘的飛彈。這個戰略在沙漠之盾行動（Operation Desert Shield）中著名的「Here, Kitty Kitty」也被採用了：通常一架野鼬機追蹤一個飛彈或防空部隊陣地，其他的野鼬機則從背後偷襲這個陣地並摧毀它。

## 野鼬的格言與傳統
- 一條不成文的野鼬飛行員格言就是「YGBSM」，也就是「你他媽在唬我吧！（You Gotta Be Shittin' Me）」。它在一些中隊的徽章、臂章中明顯地出現。據傳聞，這是野鼬 I 時期，一位早期 B-52 電戰官（EWO）Jack Donvan （越戰期間野鼬電戰官多半由B-52電戰官選拔）的回應：

這是一個受過教育的人最自然的回應，一位資深的 B-52 EWO，坐在一個好像正在學習而全神貫注的飛行員後面，面對敵人的防空飛彈卻得扮演捕蠅紙的角色。
- 「WW」是 35 戰鬥機聯隊從他們的野鼬繼承而來的尾碼。

## 外部連結
- Story of the first Wild Weasel kill
- Society of Wild Weasels
- McDonnell F-4G Phantom II on J Baugher's site
- Republic F-105G "Thunderchief"
- F-4 Wild Weasel
- F-4.nl web site （页面存档备份，存于）
- Craig Baker's F-105 Site
- F-4G - Anatomy of a Wild Weasel （页面存档备份，存于）